# Scuola di San Marco

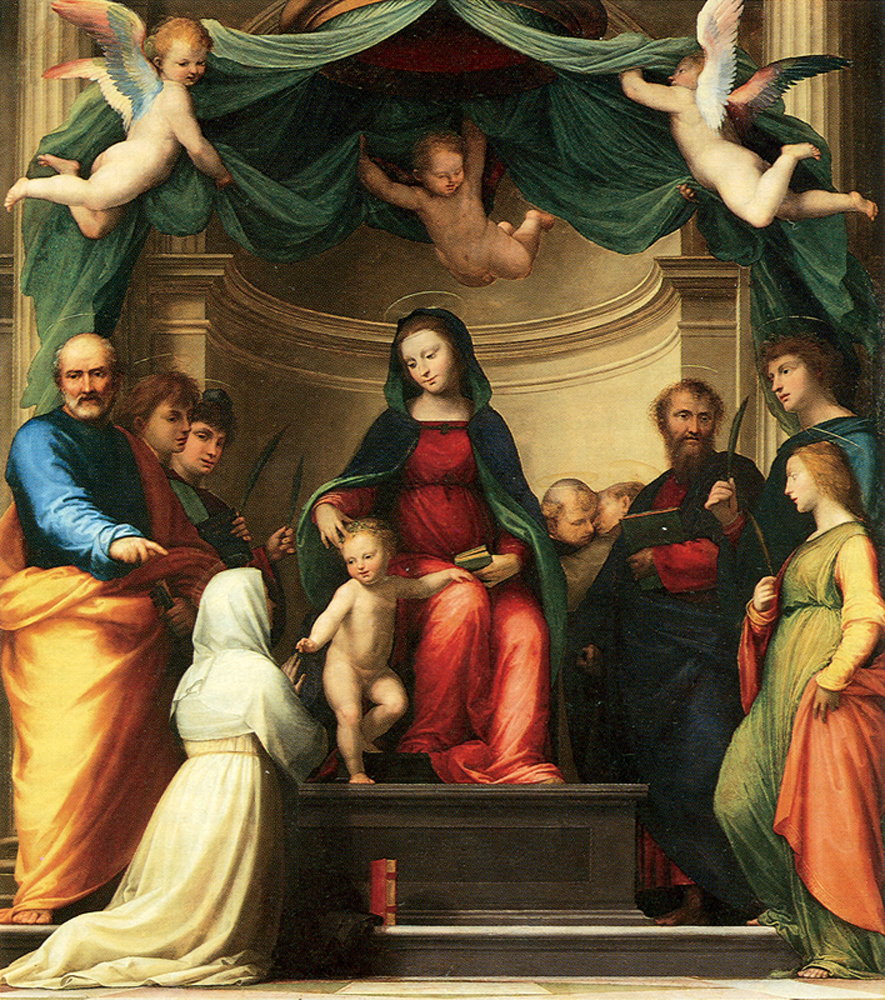
Fra Bartolomeo, Matrimonio mistico di santa Caterina da Siena (1511)

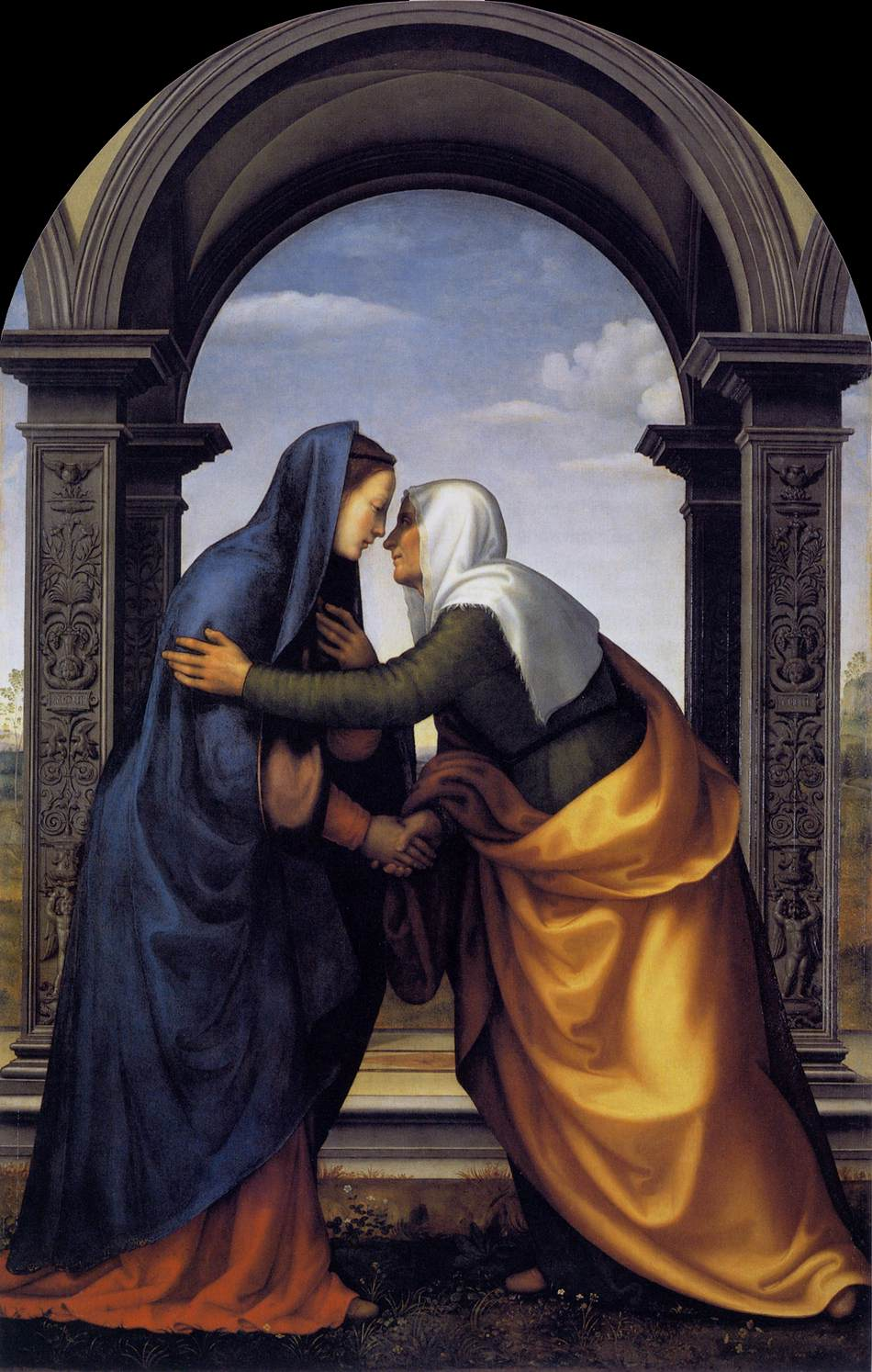
Mariotto Albertinelli, Visitazione (1503)

La scuola di San Marco è una corrente dell'arte fiorentina all'inizio del XVI secolo, che ebbe come fulcro il convento di San Marco e come personalità di spicco Fra Bartolomeo e Mariotto Albertinelli.
Gli artisti della scuola di San Marco, ispirati dall'esempio del primo Rinascimento (in particolare dall'opera di Beato Angelico, che si trovava copiosa nel loro convento) e del posato classicismo di Perugino, svilupparono una pittura fatta di composizioni monumentali e salde, con un colore intenso e spesso declinato nei toni primari (rosso, blu, verde e giallo). 
La scuola di San Marco è messa in contrapposizione ai raggiungimenti, in quegli stessi anni, della "scuola dell'Annunziata", ovvero il gruppo di giovani artisti "eccentrici" impegnati nella decorazione del Chiostrino dei Voti alla Santissima Annunziata, le cui opere sono invece caratterizzate da composizioni insolite, colori in sfumature originali e cangianti, accentuazioni espressive (sono Andrea del Sarto, Pontormo e Rosso Fiorentino).
Sebbene la scuola di San Marco non sia oggi altrettanto nota al grande pubblico quanto gli "eccentrici" del primo manierismo, ebbe un fondamentale contributo nella storia dell'arte: Fra Bartolomeo fu, con Perugino stesso, l'artista che ebbe maggiore influenza sul giovane Raffaello a Firenze, e Mariotto Albertinelli costituisce, per alcuni aspetti, il precedente più vicino alla pittura di Michelangelo. Inoltre la chiarezza delle opere degli artisti della scuola di San Marco fece da presupposto più diretto per l'elaborazione dei canoni della pittura controriformata, in opposizione invece con gli artisti del pieno Manierismo, che si possono considerare l'epigono della scuola dell'Annunziata. 
Oltre ai già citati capiscuola Fra Bartolomeo (che fu frate proprio a San Marco) e Mariotto Albertinelli, i principali esponenti della scuola di San Marco furono Ridolfo del Ghirlandaio, Antonio del Ceraiolo, Francesco Granacci, Giovanni Antonio Sogliani, Fra Paolino e suor Plautilla Nelli, ciascuno coi rispettivi allievi e artisti minori della cerchia. Molti di questi artisti gravitavano attorno ai conventi domenicani della Toscana.